# Obaga Negra (Bertí)
L'Obaga Negra és una obaga del terme municipal de Sant Quirze Safaja, a la comarca del Moianès.
És a llevant del terme de Sant Quirze Safaja, al nord-oest del poble de Bertí, prop del límit amb Sant Martí de Centelles. Està situada en el vessant nord de la carena que separa les valls del torrent de les Roquetes, al nord, i del Sot de les Taules, al sud. És al nord-oest de la Baga del Mas Bosc, i travessa la part septentrional d'aquesta obaga el Camí de les Roquetes.
El 1999 s'hi podia trobar cameneri a 830-850 m.